# John F. W. Rogers
John F. W. Rogers (* 15. April 1956 in Seneca Falls, New York) ist ein US-amerikanischer Wirtschaftsmanager und Regierungsbeamter, der unter anderem zwischen 1991 und 1993 Under Secretary of State for Management war und zurzeit Stabschef sowie Partner von Goldman Sachs ist.

## Leben
Rogers arbeitete nach dem Schulbesuch zwischen 1974 und 1977 als Assistent des Direktors für Öffentlichkeitsarbeit des Executive Office of the President of the United States im Weißen Haus und absolvierte zugleich ein Studium an der George Washington University, das er 1978 mit einem Bachelor of Arts (B.A.) abschloss. 1977 wechselte er zur konservativen Denkfabrik American Enterprise Institute (AEI), und war zunächst Redakteur für deren Zeitschrift Public Opinion sowie anschließend von 1979 bis 1981 Verwaltungsassistent des Präsidenten des AEI. Danach kehrte er ins Weiße Haus zurück und fungierte zwischen 1981 und 1985 als Direktor des Verwaltungsbüros.
1985 wurde Rogers als Assistant Secretary for Management Leiter der Abteilung für Verwaltung im US-Finanzministerium und verblieb auf diesem Regierungsposten bis 1987. Nachdem er zwischen 1988 und 1991 Geschäftsführender Vizepräsident (Executive Vicepresident) für das operative Geschäft der Oliver Carr Company gewesen war, wurde er am 9. Oktober 1991 von US-Präsident George H. W. Bush zum
Unterstaatssekretär im Außenministerium für Verwaltung (Under Secretary of State for Management) und war in dieser Funktion bis zum 19. Januar 1993 einer der engsten Berater von Außenminister James Baker.
Nach seinem Ausscheiden aus dem Regierungsdienst wechselte Rogers 1994 zum Investmentbanking- und Wertpapierhandelsunternehmen Goldman Sachs und ist dort seit 1994 Stabschef sowie seit 2000 einer von dessen Partnern. In dieser Funktion war er ein enger Berater der Vorstandsvorsitzenden von Goldman Sachs Jon Corzine und dann von Henry Paulson. Daneben engagierte er sich in zahlreichen Organisationen wie zum Beispiel als Trustee der US Capitol Historical Society, des National Building Museum und der Goldman Sachs Foundation sowie als Vorstandsmitglied des International Republican Institute (IRI) und des American Museum of Natural History. Ferner war er Schatzmeister der Ronald Reagan Foundation sowie Senior Fellow des James A. Baker III Institute for Public Policy der Rice University.